# دايفيد بيسلي
دايفيد بيسلي (بالإنجليزية: David Beasley)‏ (و. 1957  م) هو سياسي أمريكي، هو عضوٌ في الحزب الجمهوري، والحزب الديمقراطي الأمريكي.

## مناصب
تولى منصب حاكم كارولينا الجنوبية ‏ (11 يناير 1995–13 يناير 1999)
- عضو مجلس نواب كارولاينا الجنوبية.

## التعليم
تعلم في جامعة كارولاينا الجنوبية، وجامعة كليمسون.

## جوائز
حصل على جوائز منها:
- جائزة الشخصية الشجاعة.